# 海軍特別警察隊
海軍特別警察隊（かいぐんとくべつけいさつたい）とは、大日本帝国海軍が太平洋戦争中に編成した憲兵である。占領地における軍事警察活動を任務とし、海軍将兵の犯罪行為の捜査や、反日本軍的な現地人の調査・取り締まり、防諜活動などを行った。そのため、関係者からは敗戦後に戦犯として処罰された者が多く出た。略称は特警、特警隊。

## 沿革
日本海軍は、日本陸軍とは別の海軍刑法・海軍軍法会議を有していたが、もともとは独自の軍事警察機関（憲兵）までは持っていなかった。原則として、陸軍の憲兵が海軍司法警察官・海軍司法警察吏となり、捜査を行うものとされていた（海軍軍法会議法（以下条数のみ引用）73条1項）。ただし、軍法会議に所属する少数の警査も、検察官を務める海軍の法務士官の指揮下で海軍司法警察吏として捜査の補助を行い（77条1項）、部隊長は部下の犯罪について海軍司法警察官の職務を行い（74条）、また部隊長は部下の将校に特定事件について海軍司法警察官としての活動を委任することはできた（75条）。
ところが、太平洋戦争が勃発して日本軍の占領地が広がると、陸軍の憲兵だけでは海軍軍人による犯罪を取り締まることが困難となった。特に、警備・軍政の区分上で海軍担当とされた地区では憲兵の兵力不足が目立ち、検察官たる法務士官が自ら捜査を行わざるを得ない状況だった。そこで、1942年（昭和17年）3月に海軍軍法会議法が改正され、海軍大臣は、海軍の武官・文官の中から、戦地・占領地において海軍司法警察官としての職務を行う者を指定できるものとされた（73条の2）。そして、その部下も海軍司法警察吏とされた（77条2項後段）。
この改正に基づき、1942年半ばに第二南遣艦隊管下において、海軍特別警察隊の制度が始まった。1943年（昭和18年）5月時点では、海軍担当地区のうちでもオランダ領東インド北部を占領する第二南遣艦隊の管下のみに存在し、海南島などには無かった。ただし、第二遣支艦隊の管下にあった廈門の廈門特別根拠地隊にも、類似の「海軍警察隊」が同時期に存在した。その後、第二南遣艦隊を分割した第四南遣艦隊にも、海軍特別警察隊制度は引き継がれている。太平洋戦争の終結までその活動は続いた。
なお、海軍特別警察隊の創設には、陸軍の憲兵関係者から強い反対があったとも言われる。

## 編制・装備
1943年5月時点では、第二南遣艦隊隷下の第22～25特別根拠地隊に海軍特別警察隊は存在した。各特別根拠地隊の司令部所在地のほか、特別根拠地隊分遣隊・隷下警備隊所在地にも、特警隊の分遣隊が置かれていた。おおむね隊長以下10人強であったが、第23特別根拠地隊特警隊のマカッサル分遣隊は隊長以下32人と有力であった。大戦後半には次第に増強された。
各特警隊の要員は、特別根拠地隊や警備隊の人員から任命された。1943年5月時点では隊長は特別根拠地隊の参謀（中佐）、分遣隊長は所在地の警備隊司令（大佐）や特別根拠地隊分遣隊長（大尉・中尉）などが兼務し、ほかに隊付として兵曹長1名が任命されることが多かった。一般隊員は基本的に下士官で、当初はマカッサル分遣隊を除き特別の経験・知識を持たない者が多かったため、捜査能力が低かった。その後、警察官経験者を中心に選出するようになった。
軍人の隊員のほか、軍属の通訳や現地人の情報員もいた。例えばポンティアナック（ポンチャナック）の特警隊では、隊長・隊員・補助隊員の計17人の海軍軍人がいたほか、大戦後半には情報員として現地のインドネシア系市民と中国系市民各2名を雇っていた。
隊員は、白地に赤く「特警」と記した布の腕章を巻き、巡回時には拳銃を携帯した。識別のために腕章を巻くのは一般的な憲兵と共通する。

## 活動内容

### 軍事警察
特警隊の主な任務は、沿革の通り、海軍占領地での陸軍憲兵の代用である。海軍軍法会議での訴追対象となる海軍軍人・軍属の犯罪や在留民間日本人の犯罪、現地人や捕虜による軍律違反行為の捜査、取り締まりを行った。軍律違反捜査の一環として防諜活動も行った。なお、現地人による一般刑事事件は管轄外で、海軍民政部の指揮下の現地警察組織が捜査を行った。
現地人による反日本軍的な言動の状況など様々な治安情報の収集を行い、現地人社会にスパイを潜入させて内偵するなどの手段も用いた。逮捕したスパイ容疑者に対して、鞭打ちなどの拷問を加えた例もある。民政部指揮下の現地警察が、特警隊に協力して軍律違反事件の捜査を行うこともあった。特警隊の捜査の結果を基に、軍法会議・軍律会議での訴追が行われた。起訴の有無は、事実上は特警隊の捜査調書によって決まっていた。
軍法会議・軍律会議で死刑が確定した者について、刑の執行を担当することもあった。さらに、こうした正規の手続きを経ないで処刑した事例もあった。
ポンティアナックにおいては、住民多数を抗日活動容疑で逮捕、拷問のうえ処刑したポンティアナック事件で中心的役割を果たしたとされる。

### 慰安婦徴募との関係
軍事警察活動のほか、占領地での現地人慰安婦の徴募にも関わっていたと言われる。アンボン特警隊では、慰安所の設置に際して現地人慰安婦の徴募を担当するよう、根拠地隊司令部から求められた。特警隊には通訳がおり、脅しも効くから適任であるという理由であったが、特別警察隊の禾晴道中尉は治安機関が自ら関与することは住民の信頼を損なうとの名目で拒んだ。結局、日本兵と性的関係を持ったことのある女性や売春常習者などの候補者情報提供、逮捕された売春容疑者を候補として送るなどの活動にとどまった。代わりに民政部の警察が徴募の中心的役割を担ったという。

## 戦犯としての訴追
以上のように海軍特別警察隊は強制捜査や処刑に関わったことから、戦後になってBC級戦犯として処罰される隊員が多く出る結果になった。例えばポンティアナックに設けられたオランダ軍による臨時軍法会議では、36人の日本軍関係者が戦犯として裁かれたうち、少なくとも16人が特警隊関係者で、歴代ポンチャナック特警隊長のうち2人も含まれていた。ほかに特警隊関係者以外でも共犯とされた例があり、第22特別根拠地隊司令官を務めたことがあった醍醐忠重中将も命令責任を問われている。バリクパパン法廷では、住民を大量に検挙して拷問した組織的テロ行為の訴因で、16人の特警隊員が起訴されている。
慰安婦徴募関係でも、ポンチャナック特警隊長以下13人について、強制売春に関する罪が訴因の一つに掲げられていた。
なお、特殊な事例としては、戦後にオランダに対する反植民地運動に参加したことで、特警隊員3人が処罰されている。